# Орел (футбольний клуб)
Футбольний клуб «Орел» або просто «Орел» (рос. Футбольный клуб «Орёл») — російський футбольний клуб із однойменного міста, в Орловській області.

## Хронологія назв
- 1960—1962 — «Локомотив»
- 1963—1972 — «Спартак»
- 1973—1975 — «Сталь»
- 1976—1991 — «Спартак»
- 1993—2006 — ФК «Орел»
- З початку 2007 — «Спартак»
- 10 травня 2007—лютий 2008 — ФК «Орел»
- 2008—≈02.07.2012 — «Русичі»[1]
- ≈з 03.07.2012 — ФК «Орел»[2]

## Історія

### Під прапором «Локомотива»: 1960—1962
Орловська команда майстрів була заснована в 1960 році. Команду очолив відомий за виступами за ЦБЧА Петро Зенкін. Дата заснування команди невідома. Першу офіційну гру орловчане провели 2 травня 1960 проти команди «Ільмень» (Новгород). Кістяк команди склали місцеві футболісти команд «Динамо» і «Авангард», які по черзі представляли область в першостях РРФСР. Серед запрошених з інших міст футболістів виділялися — перший капітан клубу Станіслав Власов, Анвер Заріпов, Валерій Зайцев, В'ячеслав Поляков. Двоє останніх в наступному сезоні отримали запрошення в московський «Локомотив». Підсумок сезону 1960 року: 9-те місце в 1-й зоні класу «Б» РРФСР. Одним з лідерів команди був нападник Едуард Верочкін, який забив у сезоні 4 м'ячі. У 1961 році в команду прийшли Геннадій Федоров і Володимир Амелихін. З дубля московського «Динамо» повернувся Валерій Реднікін. Одним з найбільш знаменних подій сезону стало відкриття стадіону ім. В. І. Леніна. 17 жовтня 1961 року орловський «Локомотив» провів перший в історії міжнародний товариський матч з фінською командою «Куллерво» з Гельсінкі. Матч закінчився перемогою «Локомотива» з рахунком 5:1.

### «Спартак». Частина перша: 1963—1972
У 1963 році команда стала носити ім'я «Спартак». Команду очолив заслужений майстер спорту, заслужений тренер СРСР Володимир Степанов. У другому колі він запросив в команду В.В.Кублицького на посаду другого тренера команди. Підсумком першого сезону під червоно-білим прапором стало 6-те місце в 3 зоні класу «Б». Наступний сезон підопічні тандему Степанов-Кобеляцький завершили на 12-му рядку 2 зони класу «Б».
У 1965 році команду очолив заслужений майстер спорту СРСР Костянтин Рязанцев. У складі виділялися лідер атак — Володимир Сазонов — найрезультативніший форвард за всю історію орловського футболу, півзахисники — Юрій Бистрицький, Микола Долгов і Юрій Сьомін, який перейшов у ході сезону в московський «Спартак». Третє місце в класі «Б» в 1966 році є найвищим досягненням команди в першостях СРСР.
Після відходу з команди Рязанцева в 1967 році команду очолив майстер спорту СРСР Віктор Гуляєв, проте в кінці сезону він покинув команду. У 1968 році граючим тренером команди став Володимир Сазонов. У 40 матчах команда добилася 14 перемог, 13 матчів зіграла внічию, зазнала 13 поразок. Різниця м'ячів 43—37. Сазонов з 11 м'ячами став найкращим бомбардиром команди. Протягом 1969 року командою керували три старших тренера: Володимир Кулагін, Геннадій Федоров та Дмитро Смирнов. Команда фінішувала на 8-му рядку 3-й зони класу «Б».
Сезон 1971 року ознаменувався приходом на тренерський місток Адольфа Зосимовича Якубсон — одного з провідних орловських футболістів 50-х років, а також приходом в команду нападаючого Віктора Земледєльцева — найкращого форварда команди 70-х років. У команду після 5-річної перерви повернувся Юрій Бистрицький. Дебютував в команді Володимир Брикін.

### «Сталь»: 1973—1975
Наприкінці 1972 року команда отримала ім'я «Сталь». Команду очолив Микола Августович Бастіан. Підсумком сезону 1973 року стало восьме місце в 3-й зоні другої ліги. У 1974 році Віктор Земледєльцев став другим серед бомбардирів 4-ї зони другої ліги, поступившись переможцю всього одним м'ячем. Провівши 13 матчів в 1975 році під назвою «Сталь», 24 червня 1975 року команда знову повернулася до назви «Спартак».

### «Спартак». Частина друга: 1975—1992
В  розпал сезону 1975 року команду очолив олімпійський чемпіон 1956 року, заслужений майстер спорту СРСР Борис Татушин. Команда фінішувала на 12-му місці в 3-й зоні другої ліги. В Орлі починали грати воротар Станіслав Руденко і півзахисник Іван Лях. У 1980-ті роки проявили себе молоді орловські футболісти Олександр Жидков і Валерій Шушляков. Повернувся на батьківщину Анатолій Напреев, який встиг пограти в вищій і першій лізі.

### Чемпіонат Росії
У 1996 році клуб вибрався з третьої ліги чемпіонату Росії і став стабільно входити в п'ятірку найсильніших команд другого дивізіону, зони Центр. У розіграші Кубку Росії сезону 1996/97 років «Орел», обігравши «Сокіл-ПЖД» (Саратов) і «Жемчужину» (Сочі) в 1/8 фіналу поступився «Динамо» (Москва) з рахунком 0:1. У наступному розіграші кубку Росії в 1/16 фіналу «Орел» лише в серії післяматчевих пенальті поступився московському «Локомотиву».
У 1998 році команду очолив відомий в минулому футболіст московського «Спартака» і збірної СРСР Микола Кисельов. У підсумку клуб зайняв 2-ге місце. За сімейними обставинами Кисельову довелося покинути команду по завершенні сезону. На сезон 1999 року керівництво поставило задачу виходу до першого дивізіону, однак ні в 1999, ні у 2000 роках завдання не було виконано (тренером команди був Віталій Коберський).
У 2001 повернувся Микола Кисельов, який запросив до тренерського штабу В. В. Краснощекова та Г.А. Кахіані, з якими в 1997 році працював в саратовському «Соколі». Серед запрошених у 2001 році в команду футболістів виділявся Гоча Гогрічіані, який забив у сезоні 9 м'ячів. Команда фінішувала на 5-й сходинці.
У 2003 році ФК «Орел» очолив Анатолій Шелест, який поєднував посади президента і головного тренера команди. Весь сезон непримиренні суперники ФК «Орел» і їх сусіди «Динамо» (Брянськ), штурмували вершину зони «Центр» другого дивізіону, неодноразово зміщуючи один одного з першого місця. У підсумку, суперники набрали однакову кількість очок, а в додатковому матчі «Орел» завоював путівку в перший дивізіон, перемігши в Тулі з рахунком 2:1.
Сезон 2004 року ФК «Орел» починав непереконливо, але до середини турніру міцно закріпився в п'ятірці найсильніших команд першої ліги. Кінцівку сезону клуб провів непереконливо, за весь осінній період сезону «Орел» здобув лише три перемоги. Перемога в останньому турі над «Соколом» 3:0 дозволила орловським футболістам посісти за підсумками найвище в своїй історії 6-те місце в першому дивізіоні.
Другий сезон в першій лізі (2005 року) «Орел» почав переконливіше ніж перший, проте до середини сезону команда наблизилася до зони вильоту. У другому колі в команду прийшли такі гравці як Володимир Бесчастних й Едуард Мор. Команда почала стрімкий підйом по турнірній таблиці, проте зайняти місце вище торішнього не вдалося. Підсумковим стало 8-ме місце.
У міжсезоння 2006 року клуб опинився на межі відрахування з ПФЛ у зв'язку з фінансовими проблемами. Клуб покинули багато провідних гравців, повернулися в команду ті, хто практично їй був не потрібен. Команда з третього разу пройшла процедуру ліцензування і була допущена до змагань в першому дивізіоні. Початок сезону клуб провалив. Весь сезон клуб боровся за право залишитися в першому дивізіоні, однак завдання збереження прописки виконати не вдалося. Клуб зайняв 20-те місце й вилетів у другий дивізіон. Однак, внаслідок банкрутства клуб був змушений провести сезон 2007 року серед аматорів.
У сезоні 2007 року клуб зробив ставку на молодих місцевих футболістів, довгий час ФК «Орел» лідирував в третій лізі, однак кінцівку сезону провалив, і результатом виступу було всього лише 5-те місце, однак це не завадило орловського команді почати наступний сезон у професійній футбольній лізі.
У 2008 році назва була змінена на «Русичі». Головним тренером став Сергій Кір'яков. У заключному матчі сезону 2009 року клуб «Русичі» допоміг брянському «Динамо» зайняти другий рядок у турнірній таблиці, обігравши вдома подольський «Авангард» — 1:0. Найкращим бомбардиром в орловської команді став Артем Сиваєв. На його рахунку 10 м'ячів, причому в команду його взяли лише у 2-му колі.
Сезон 2010 року команда почала досить впевнено. Нічия з лискинським «Локомотивом» і крупна перемога над липецьким «Металургом» (4:0) дозволила команді злетіти вгору в турнірній таблиці. Потім пішла низка невдач. Вдома команда не змогла виграти 9 матчів поспіль (=4—5). Статистику розбавили лише перемога на виїзді над «Торпедо» (Москва) 1:2 та «Нікою» (Москва) 1:4. Підсолодив гірку пілюлю від провального сезону результат Євген Поляков, який зробивши хет-трик в останньому турі, став найкращим бомбардиром зони «Центр» і рекордсменом команди за забитими м'ячами за сезон з результатом у 20 голів.
Після закінчення сезону в зв'язку з незадовільними результатами команди, а також у зв'язку з невиконанням завдання на сезон (5—8-ме місце) було прийнято рішення відправити у відставку головного тренера Миколу Кисельова і розпустити тренерський штаб. Тимчасово виконуючим обов'язки головного тренера був призначений Ігор Лузякін. 29 листопада 2010 року Лузякін був затверджений головним тренером. Контракт був розрахований на 2 роки з можливістю продовження. 
Сезон 2011/12 років команда почала з домашньої поразки від белгородського «Салюта» 0:2, після серії перемог і нічиїх увійшла до першої п'ятірки. В кубку Росії команда дійшла до 1/32 фіналу, де поступилася клубу ФНЛ «Торпедо» (Володимир) 1:3. Після серії гучних перемог клуб займав 3-тю сходинку турнірної таблиці, але в підсумку — 8-й рядок у турнірній таблиці.
Напередодні старту сезону 2012/13 років на прохання уболівальників клубу було повернуто назву ФК «Орел». На початку сезону у команди було 10 ігор без перемог і всього 2 набраних очка. У зв'язку з цим головний тренер Лузякін подав у відставку. З 5 вересня новим головним тренером став Олександр Авер'янов. Команда завершила виступ на останньому, 16-му місці з 11-ма очками.
У сезоні 2013/14 років за рішенням ПФЛ і РФС за «Орлом» зберегли місце в 2-му дивізіоні. Після п'яти турів команда займала передостаннє місце. У зв'язку з цим 9 серпня директор клубу Олександр Родін відсторонив Авер'янова від роботи. 12 серпня він був відправлений у відставку. 23 серпня місце головного тренера зайняв Євген Борзикін. За підсумками сезону «Орел» зайняв 13-те місце.
Напередодні початку сезону 2014/15 років головним тренером команди був знову призначений Ігор Лузякін. Більшість футболістів в заявці — орловські вихованці. ФК «Орел» вніс до заявочного листа 15 футболістів, головним тренером був призначений Лузякін. У зв'язку з незадовільними результатами Лузякін 15 грудня 2014 року було відправлено у відставку.
23 грудня 2014 року був призначений новий головний тренер — ним став Федір Іванович Гаглоев. 15 квітня 2015 року після цілої низки скандалів був відсторонений від усіх посад. Виконуючим обов'язки генерального директора до кінця сезону був призначений Олексій Коршунов, в.о. головного тренера — Валентин Окорочков. Сезон 2014/15 ФК «Орел» закінчив на 13-му місці.
9 червня 2015 року «Орел» очолив Едуард Вікторович Дьомін. Контракт був підписаний на один рік з можливістю продовження ще на один сезон. 1 лютого 2016 року Дьомін звільнився. 17 лютого на пост головного тренера був призначений Анатолій Борисович Шелест. Контракт укладено на 1 рік з можливістю продовження.
11 січня 2017 року клуб було позбавлено професійного статусу і знято з розіграшу першості ПФЛ, команда була заялена до ЛФЛ.

## Клубні кольори
Герб клубу був обраний на відкритому голосуванні вболівальників, випередивши стару емблему більш ніж на 1000 голосів.
| Білий | Зелений |

## Досягнення
- Клас «Б» чемпіонату СРСР
  -  Бронзовий призер (1): 1966

- Другий дивізіон Росії (зона «Центр»)
  -  Чемпіон (1): 2003

- Кубок ПФЛ
  -  Фіналіст (1): 2003

## Рекорди
- Найбільша перемога — 6:0 над «Турбіною» (Сизрань) — 1979
- Найбільша поразка — 1:9 від «Динамо» (Махачкала) — 1975
- Найкращий бомбардир за сезон Віктор Земледєльцев — 21 гол (1974)
- Найкращий бомбардир в першості СРСР Володимир Сазонов — 89 м'ячів

- Найвище досягнення — 6 місце в 1 дивізіоні — 2004
- Найбільша перемога — 7:0 над командою «Спартак-Братський» (Южне) — 1994
- Найбільша поразка — 0:7 від «Авангарду» (Курськ) — 1992
- Найкращий бомбардир сезону Євген Поляков — 20 м'ячів (2010)
- Рекордсмен по зіграних матчах за команду — Микола Костиков — 717 ігор (22 сезони: 1981—2002)
- Рекордсмен за кількістю забитих м'ячів — Поляков Євген Вікторович (63 м'ячі)

## Президенти
| Рік       | Президент          |
| --------- | ------------------ |
| 1997—2002 | Іван Мосякин       |
| 2003—2005 | Анатолій Шелест    |
| 2006      | Володимир Агібалов |
| 2007      | Михайло Берніков   |
| 2008—2010 | Іван Мосякин       |
| 2011—2013 | Ігор Гармаш        |

## Статистика виступів

### У чемпіонатах СРСР
| Сезон | Ліга                          | Місце                        | Тренер                     | Примітки   |  |
| ----- | ----------------------------- | ---------------------------- | -------------------------- | ---------- |  |
| 1960  | Клас «Б» СРСР, РРФСР, зона 1  | 9                            | Петро Зенкін               |            |  |
| 1961  | Клас «Б» СРСР, РРФСР, зона 3  | 11                           | Петро Зенкін               |            |  |
| 1962  | Клас «Б» СРСР, РРФСР, зона 2  | 15                           | Петро Зенкін               |            |  |
| 1963  | Клас «Б» СРСР, РРФСР, зона 1  | 6                            | Д. Кублицький, В. Степанов |            |  |
| 1964  | Клас «Б» СРСР, РРФСР, зона 3  | 12                           | В. Степанов                |            |  |
| 1965  | Клас «Б» СРСР, РРФСР, зона 3  | 8                            | К. Рязанцев                |            |  |
| 1966  | Клас «Б» СРСР, РРФСР, зона 1  | 3                            | К. Рязанцев                |            |  |
| 1967  | Клас «Б» СРСР, РРФСР, зона 1  | 13                           | В. Гуляєв                  |            |  |
| 1968  | 1968                          | Клас «Б» СРСР, РРФСР, зона 3 | 10                         | В. Сазонов |  |
| 1969  | Клас «Б» СРСР, РРФСР, зона 3  | 8                            | В. Кулагін                 |            |  |
| 1970  | Клас «Б» СРСР, РРФСР, зона 1  | 16                           | Д. Смирнов, Г.М. Федоров   |            |  |
| 1971  | Друга ліга СРСР, зона 2       | 10                           | А. Якубсон                 |            |  |
| 1972  | Друга ліга СРСР, зона 3       | 18                           | А. Якубсон                 |            |  |
| 1973  | Друга ліга СРСР, зона 3       | 8                            | М.А. Бастіан               |            |  |
| 1974  | Друга ліга СРСР, зона 4       | 9                            | М.А. Бастіан               |            |  |
| 1975  | Друга ліга СРСР, зона 3       | 12                           | Б.Г.Татушин                |            |  |
| 1976  | Друга ліга СРСР, зона 3       | 20                           | Б.Г.Татушин                |            |  |
| 1977  | Друга ліга СРСР, зона 3       | 17                           | Б.Г.Татушин                |            |  |
| 1978  | Друга ліга СРСР, зона 3       | 14                           | В.М. Синау                 |            |  |
| 1979  | Друга ліга СРСР, зона 3       | 5                            | В.М. Синау                 |            |  |
| 1980  | Друга ліга СРСР, зона 3       | 8                            | І.Б. Фролов                |            |  |
| 1981  | Друга ліга СРСР, зона 3       | 10                           | Г.М. Федоров               |            |  |
| 1982  | Друга ліга СРСР, зона 5       | 14                           | М.А. Бастіан               |            |  |
| 1983  | Друга ліга СРСР, зона 5       | 7                            | В.І. Горбулин              |            |  |
| 1984  | Друга ліга СРСР, зона 5       | 6                            | В.І. Горбулин              |            |  |
| 1985  | Друга ліга СРСР, зона 5       | 12                           | В.І. Горбулин              |            |  |
| 1986  | Друга ліга СРСР, зона 5       | 9                            | В.І. Горбулин              |            |  |
| 1987  | Друга ліга СРСР, зона 5       | 15                           | В.І. Горбулин              |            |  |
| 1988  | Друга ліга СРСР, зона 5       | 15                           | М.П. Фірсов                |            |  |
| 1989  | Друга ліга СРСР, зона 3       | 9                            | М.П. Фірсов                |            |  |
| 1990  | Друга нижча ліга СРСР, зона 5 | 11                           | М.П. Фірсов                |            |  |
| 1991  | Друга нижча ліга СРСР, зона 5 | 18                           | В.К. Гаян                  |            |  |

### У кубках СРСР
| Сезон   | Стадія | Примітки                  |
| ------- | ------ | ------------------------- |
| 1961    | 1/128  | Кубок СРСР, РРФСР, зона 3 |
| 1962    | 1/256  | Кубок СРСР, РРФСР, зона 2 |
| 1963    | 1/256  | Кубок СРСР, РРФСР, зона 1 |
| 1964    | 1/512  | Кубок СРСР, РРФСР, зона 3 |
| 1965/66 | 1/2048 | Кубок СРСР, РРФСР, зона 3 |
| 1966/67 | 1/4096 | Кубок СРСР, РРФСР, зона 1 |
| 1967/68 | 1/2048 | Кубок СРСР, РРФСР, зона 1 |
| 1968/69 | Фінал  | Кубок СРСР, РРФСР, зона 3 |

### У чемпіонатах Росії
| Сезон   | Ліга                          | Місце | Тренер                                                                         | Примітки                                   |
| ------- | ----------------------------- | ----- | ------------------------------------------------------------------------------ | ------------------------------------------ |
| 1992    | Друга ліга, зона 2            | 19    | В.К. Гаян                                                                      |                                            |
| 1993    | Друга ліга, зона 3            | 17    | Ю.В. Самулистов                                                                | Вибування до Третьої ліги                  |
| 1994    | Третя ліга, зона 2            | 11    | Ю.В. Самулистов                                                                |                                            |
| 1995    | Третя ліга, зона 2            | 10    | В.А. Брикін                                                                    |                                            |
| 1996    | Третя ліга, зона 4            | 3     | В.А. Брикін                                                                    | Вихід до Другої ліги                       |
| 1997    | Друга ліга, зона «Центр»      | 12    | В.А. Брикін                                                                    |                                            |
| 1998    | Другий дивізіон, зона «Центр» | 2     | М.І. Кисельов                                                                  |                                            |
| 1999    | Другий дивізіон, зона «Центр» | 4     | В.М. Коберський                                                                |                                            |
| 2000    | Другий дивізіон, зона «Центр» | 3     | В.М. Коберський                                                                |                                            |
| 2001    | Другий дивізіон, зона «Центр» | 5     | М.І. Кисельов                                                                  |                                            |
| 2002    | Другий дивізіон, зона «Центр» | 5     | М.І. Кисельов                                                                  |                                            |
| 2003    | Другий дивізіон, зона «Центр» | 1     | А.Б. Шелест                                                                    | Вихід до Першого дивізіону                 |
| 2003    | Другий дивізіон, Кубок ПФЛ    | 2     | А.Б. Шелест                                                                    |                                            |
| 2004    | Перший дивізіон               | 6     | А.Б. Шелест                                                                    |                                            |
| 2005    | Перший дивізіон               | 8     | А.Б. Шелест                                                                    |                                            |
| 2006    | Перший дивізіон               | 20    | А.Б. Шелест                                                                    | Виключення з ПФЛ. Проблеми з фінансуванням |
| 2007    | ЛФЛ Росії, Чорнозем'я         | 5     | В.А. Биркін                                                                    | Вихід до Другий дивізіон                   |
| 2008    | Другий дивізіон, зона «Центр» | 13    | С.В.Кирьяков                                                                   |                                            |
| 2009    | Другий дивізіон, зона «Центр» | 7     | М.І. Кисельов                                                                  |                                            |
| 2010    | Другий дивізіон, зона «Центр» | 13    | М.І. Кисельов                                                                  |                                            |
| 2011/12 | Другий дивізіон, зона «Центр» | 8     | І.М. Лузякін                                                                   |                                            |
| 2012/13 | Другий дивізіон, зона «Центр» | 16    | І.М. Лузякін (до 9 туру), А.М. Авер'янов                                       | Рішенням ПФЛ «Орел» залишився у 2 лізі     |
| 2013/14 | Другий дивізіон, зона «Центр» | 13    | А.М. Авер'янов (до 5 туру), Е.В. Борзикін                                      |                                            |
| 2014/15 | Другий дивізіон, зона «Центр» | 13    | І.М. Лузякн (до 20 туру), Ф.І.Гаглоєв (21 тур), в.о В.С. Окорочков (з 22 туру) |                                            |

### У кубках Росії
| Сезон   | Стадія |
| ------- | ------ |
| 1992/93 | 1/256  |
| 1993/94 | 1/128  |
| 1994/95 | 1/256  |
| 1995/96 | 1/256  |
| 1996/97 | 1/8    |
| 1997/98 | 1/16   |
| 1998/99 | 1/32   |
| 1999/00 | 1/256  |
| 2000/01 | 1/32   |
| 2001/02 | 1/128  |
| 2002/03 | 1/128  |
| 2003/04 | 1/128  |
| 2004/05 | 1/32   |
| 2005/06 | 1/32   |
| 2006/07 | 1/32   |
| 2008/09 | 1/256  |
| 2009/10 | 1/64   |
| 2010/11 | 1/128  |
| 2011/12 | 1/32   |
| 2012/13 | 1/128  |
| 2013/14 | 1/256  |

## Відомі гравці
| - Анатолій Балалуєв - Віктор Берко - Володимир Бесчастних - Володимир Брикін - Віктор Букієвський - Юрій Бистрицький - Гоча Гогричиані - Віктор Грачов - Микола Долгов - Олександр Жидков - В'ячеслав Камольцев - Сергій Клещенко - Валерій Климов - Олександр Лавренцов | - Ігор Лузякін - Іван Лях - Едуард Мор - Анатолій Напреєв - Віллер Соужа Олівейра - Альберт Осколков - Євген Поляков - Станіслав Руденко - Юрій Сьомін - Артем Сиваєв - Андрій Сидельников - Валдас Тракіс - Ведран Целишчак - Сергій Химич - В'ячеслав Хоркін - Валерій Шушляков - Михайло Юдин |